# Viterbo megye
Viterbo megye Olaszország Lazio régiójának egyik megyéje. Székhelye Viterbo.

## Fekvése
Viterbo megye Grosseto, Siena, Terni, Rieti, Metropolitan City of Rome és Róma megyékkel határos.

## Községek(comuni)
- Acquapendente
- Arlena di Castro
- Bagnoregio
- Barbarano Romano
- Bassano Romano
- Bassano in Teverina
- Blera
- Bolsena
- Bomarzo
- Calcata
- Canepina
- Canino
- Capodimonte
- Capranica
- Caprarola
- Carbognano
- Castel Sant'Elia
- Castiglione in Teverina
- Celleno
- Cellere
- Civita Castellana
- Civitella d'Agliano
- Corchiano
- Fabrica di Roma
- Faleria
- Farnese, Lazio
- Gallese
- Gradoli
- Graffignano
- Grotte di Castro
- Ischia di Castro
- Latera
- Lubriano
- Marta, Lazio
- Montalto di Castro
- Monte Romano
- Montefiascone
- Monterosi
- Nepi
- Onano
- Oriolo Romano
- Orte
- Piansano
- Proceno
- Ronciglione
- San Lorenzo Nuovo
- Soriano nel Cimino
- Sutri
- Tarquinia
- Tessennano
- Tuscania
- Valentano
- Vallerano
- Vasanello
- Vejano
- Vetralla
- Vignanello
- Villa San Giovanni in Tuscia
- Viterbo
- Vitorchiano